# Enric Herranz i Masó
Enric Herranz i Masó (Girona, 29 d'abril de 1957 – Sant Julià de Ramis, 2 de novembre de 2006) fou un metge i polític català, regidor de l'ajuntament de Girona i diputat al Parlament de Catalunya en la IV Legislatura.

## Biografia
Llicenciat en medicina en la Universitat Autònoma de Barcelona, s'especialitzà en traumatologia i cirurgia ortopèdica i es diplomà en reparació jurídica dels danys corporals per la Universitat de Montpeller-Nimes. També era membre de la Confraria de Jesús Crucificat Manaies de Girona. Ha estat membre del Sindicat de Metges de Catalunya i de l'Associació Catalana de Perits Judicials.
Políticament milità al Partit Popular des de 1982, fou regidor de l'ajuntament de Girona a les eleccions municipals de 1987, secretari del partit a la província de Girona el 1993 i membre del Consell Comarcal del Gironès el 1995. A les eleccions al Parlament de Catalunya de 1995 fou elegit diputat per la circumscripció de Girona. Fou membre de la Comissió de l'Estatut dels Diputats, de la Comissió de Política Social i de la Comissió d'Estudi sobre les Causes que generen Violència Infantil.